# Holubinka brunátná
Holubinka brunátná je nejedlá, středně velká stopkovýtrusná houba z čeledi holubinkovitých

## Popis
Klobouk velikost 5–12 cm, masitý, v mládí polokulovitý, později vyklenutý, ploše rozložený, široce prohloubený, s hladkým okrajem, v dospělosti s okrajem krátce rýhovaným.
Barva klobouku je hnědá, červenohnědá, krvavě červená, někdy bývá nafialovělá. Uvnitř má barvu až černohnědou, vybledlou okrovou, skvrnitou okrovou, červenohnědou nebo narůžovělou.
Pokožka bývá v mládí ojíněná na okrajích, později vrásčitá, zdrsnělá, za sucha matná, za vlhka lesklá a lepkavá.
Lupeny husté, později bývají prořídlé, křehké, 4–10 mm široké, tlusté,volné, některé větvené, bílé, okrové, ostří při okraji klobouku bývá někdy načervenalé.
Třeň 40–90 × 15–30 mm mírně kyjovitý nebo válcovitý, pevný, plný, v dospělosti houbovitě vycpaný pod kůrou, podélně vrásčitý, ojíněný, bílý, narůžovělý, ve stáří až rezavějící.
Dužnina dlouho tuhá, v dospělosti houbovitá, bílá, načervenalá až nahnědlá pod pokožkou klobouku, ve vlhku nevýrazná vůně, za sucha voní po pryskyřici, chuť je palčivá.
Výtrusy 7,5–11 × 6,5–8,5 µm, eliptické, bradavky propojené spojkami vytvářejícími úplnou nebo neúplnou síťku
Výtrusný prach je sytě žlutý a okrový.

## Ekologie
Roste od července do listopadu, v jehličnatých lesích, nejčastěji pod smrky a borovicemi v kyselých půdách ve vyšších a středních polohách.

## Možné záměny
- Holubinka celokrajná (Russula integra)[1]
- Holubinka révová (Russula xerampelina)[1]
- Holubinka tečkovaná (Russula vinosa)[1]
- Holubinka jahodová (Russula paludosa)[1]
- Holubinka jízlivá (Russula sardonia)[1]
- Holubinka Quéletova (Russula queletii)[1]
- Holubinka vrhavka (Russula emetica)[1]
- Holubinka černonachová (Russula atropurpurea)[1]

## Kuchyňské využití
Nejedlá, pro svou palčivost nepoživatelná houba.